# ONE & MILLIONS
『ONE & MILLIONS』（ワン・アンド・ミリオンズ）は、スターダストレビュー8枚目のオリジナル・アルバム。1990年10月3日に発売された。

## 解説
バンド初のシングル・ベスト・アルバム『Best Wishes』をはさんで1年3か月ぶりとなるオリジナル・アルバム。
初盤は三方背BOX仕様。
先行シングル「君のすべてが悲しい」を含む全11曲。

## 収録曲
作曲（特記以外）・全編曲：三谷泰弘
1. All I Do
作詞：篠原仁志
2. Cruising Night
作詞：葉庭敏貴
3. Bad, Bad Boys
作詞：寺田正美/篠原仁志
4. 君のすべてが悲しい
作詞：田口俊　作曲：根本要
20枚目のシングル
5. When We Dance...
作詞：クリス・モズデル　メインボーカル：三谷泰弘　初の英語詞の楽曲
6. 星空のアリーナ
作詞：田口俊　作曲：根本要
7. カーニバルの夜
作詞：根本要/林紀勝　作曲：根本要
20枚目のシングル｢君のすべてが悲しい｣のカップリング曲
8. 季節を越えて
作詞：林紀勝/篠原仁志　作曲：柿沼清史
9. 10月のパノラマ
作詞：寺田正美/有川正沙子　作曲：根本要
10. 蒼ざめた週末
作詞：有川正沙子　メインボーカル：三谷泰弘
11. コバルト色の午後
作詞：葉庭敏貴
12. 星空のアリーナ（LIVE VERSION:1990年8月31日）
※2002年以降再発盤のみに収録のボーナス・トラック